# Botermarkt (Kampen)
De Botermarkt is een plein in de Nederlandse stad Kampen waar in de middeleeuwen een botermarkt werd gehouden.
Op het plein komen de Broederstraat en Buiten Nieuwstraat samen. Op het plein staat het bronzen beeld "Catootje" van kunstenaar Peter Leijenaar.
Aan het plein was ook het Kamper Tabaksmuseum gevestigd als eerbetoon aan de belangrijke bijdrage die de sigarenindustrie aan de welvaart van Kampen heeft geleverd. Het museum, met de grootste sigaar ter wereld, werd op 1 januari 2008 gesloten.
Aanvankelijk was het plein de begraafplaats van het nabijgelegen klooster van de minderbroeders (Franciscus van Assisi).
Na de reformatie (1580) kreeg het klooster, met uitzondering van de Broederkerk, en de bijbehorende ruimten een publieke functie.
Zo werd de kloostertuin veranderd in een marktplein.
Botermarkt ·
Broederweg ·
Buiten Nieuwstraat ·
Burgwal ·
Burgwalstraat ·
Gasthuisstraat ·
Geerstraat ·
Groenestraat ·
Kerkstraat ·
Koornmarkt ·
Muntplein ·
Nieuwe Markt ·
Oude Raadhuisplein ·
Oudestraat ·
Plantage ·
Van Heutszplein ·
Vloeddijk ·
Voorstraat ·
IJsselkade